# Gregory Knie

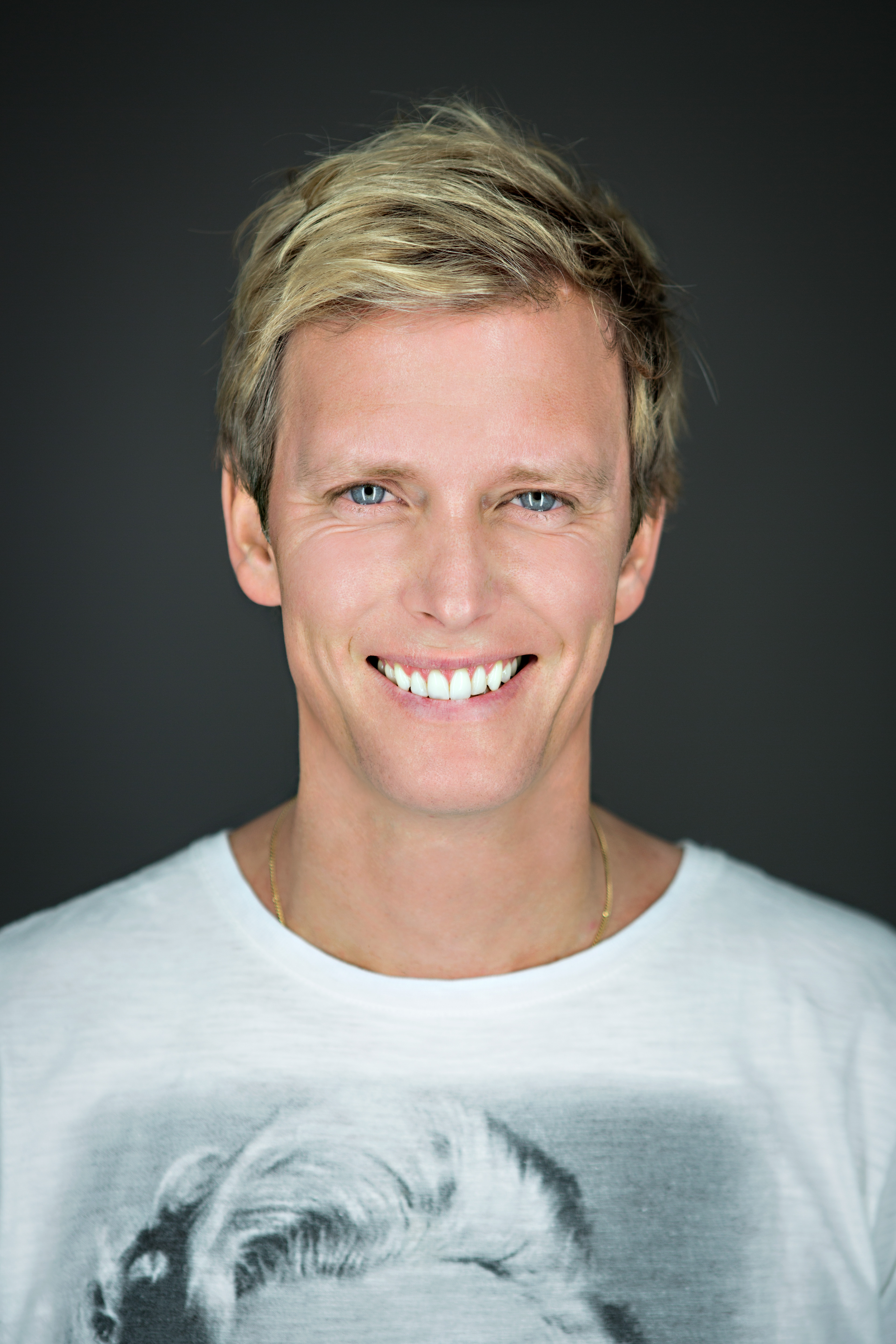
Gregory Knie

Gregory Frederic Knie (* 9. Oktober 1977 in Lausanne) ist ein Schweizer Circusproduzent und Unternehmer.

## Leben
Gregory Knie ist der Sohn von Rolf Knie und Erica Brosi. Er gehört zur 7. Generation der Circusdynastie Knie, die den Schweizerischen National-Circus sowie Knies Kinderzoo betreiben. Als Sechsjähriger feierte er sein Manegendebüt im Circus Knie als «Peter Pan» mit eigener Ponydressur. Wie die meisten Circussprösslinge wuchs er mehrsprachig auf. Nach der Trennung seiner Eltern 1983 lebte Knie wahlweise in Spanien und Costa Rica. 2002 kehrte er in die Schweiz zurück.
Von 1997 bis 2001 studierte er «Internationale Wirtschaft» am Rollins College, Florida und schloss 2001 mit dem «Bachelor International Business» ab. Bereits während des Studiums hatte er in Orlando für den Disney-Konzern als Projektleiter im Bereich Unterhaltung gearbeitet.
Seit 2012 ist Gregory Knie Botschafter der Non-Profit-Organisation One Drop, die 2007 vom Cirque du Soleil Gründer Guy Laliberté gegründet wurde. Die Initiative setzt sich für die Bekämpfung der Armut ein, indem Menschen in Entwicklungsländern Zugang zu Wasser und Abwassersystemen ermöglicht wird.

## Salto (früher Salto Natale)
Im Jahr 2002 entstand nach dem Konzept von Gregory und Rolf Knie der Wintercircus Salto Natale. Er feierte am 29. November 2002 mit seiner Debüt-Produktion «Chamäleon» in Zürich auf der Zürcher Allmend Premiere. 2003 fand keine Produktion statt.
Im Jahr 2004 wechselte Salto Natale mit dem Programm «Extravaganzia!» nach Kloten auf das Holberg-Gelände, wenige Minuten vom Flughafen Zürich entfernt.
2008 ging Salto Natale mit der fünften Jubiläumsshow «Synfunia» auf Europatournee und präsentierte den Circus erstmals ausserhalb der Schweiz. 2012 zelebrierte Salto Natale mit «Sternenfänger» sein zehntes Jubiläum. Coronabedingt fand 2020 keine Produktion statt.
Im Jahr 2022 zog sich Rolf Knie aus dem Unternehmen zurück, um sich anderen Projekten zu widmen. Parallel gab Gregory Knie bekannt, dass der Circus neu unter der Marke «Salto» auftreten wird. Zum zwanzigjährigen Jubiläum feierte die Show unter dem neuen Namen Salto im November 2022 mit dem Programm «X-MAS UTOPIA» Premiere.

## Ohlala
2011 kreierten Gregory und Rolf Knie ein weiteres Circusunternehmen – den Liebescircus «Ohlala». Es war der erste Circus in der Schweiz nur für Erwachsene, welcher im September 2011 auf dem Air Force Center Gelände in Dübendorf seine Premiere feierte. Coronabedingt fanden 2020 und 2021 keine Vorstellungen statt.
Um Synergien besser zu nutzen, verlegte Ohlala im Jahr 2022 den Standort von Dübendorf nach Kloten. Seitdem wird in Kloten von ca. Mitte Oktober bis Mitte November Ohlala aufgeführt und von ca. Mitte November bis Ende Dezember Salto.